# L'Assomption de la Vierge (Rubens)
Pour les articles homonymes, voir Assomption (homonymie) et L'Assomption de la Vierge en art.
L'Assomption de la Vierge  est un tableau du peintre flamand Pierre Paul Rubens, achevée en 1626 et destinée à être le chef-d’œuvre de l'autel de la cathédrale Notre-Dame à Anvers où il est conservé aujourd'hui encore.
En 1611, la cathédrale Notre-Dame avait ouvert un concours pour la réalisation de son autel de l'Assomption. Rubens proposa différentes esquisses au clergé le 16 février 1618 mais ce n'est finalement qu'en septembre 1626, 15 ans plus tard, qu'il termina le tableau.
Dans la représentation que fait Rubens de l'assomption de Marie, une chorale d'anges la soulève dans un mouvement de spirale vers l'éclat de lumière divine. Autour de sa tombe sont réunis les douze apôtres, certains levant leurs bras en signe de crainte, d'autres parvenant à toucher son linceul. Les trois femmes que l'on aperçoit sous la Vierge sont les trois Marie, soit Marie Madeleine et les deux sœurs de Marie. Une femme agenouillée tient une fleur, en référence aux Lys blancs qui remplissaient miraculeusement le cercueil vide.
Il existe une version plus petite réalisée par les ateliers de Rubens qui comprend quelques différences et qui est exposée à la National Gallery of Art à Washington.